# 巴基夫齊 (利維夫州)
49°32′29″N 24°22′1″E / 49.54139°N 24.36694°E
巴基夫齊（羅馬化：Bakivtsi）是烏克蘭西部的村莊，隸屬利維夫州的斯特雷區。該村面積1.19平方公里，海拔高度299米，2001年人口383，人口密度每平方公里321.04人。